# 陳華 (正德戊辰進士)
陳華（1473年—？），字在充，福建興化府莆田縣人，鹽籍，明朝政治人物。

## 生平
弘治五年（1492年）壬子科福建鄉試第六十名舉人，正德三年（1508年）中式戊辰科會試第一百四十八名，三甲第一百六十名進士。

## 家族
曾祖陳光遠；祖父陳崇澄，贈南京太常寺少卿；父陳音，南京太常寺卿。前母黃氏（贈恭人）；母林氏（封恭人）。慈侍下。兄陳舉。